# Halichoeres
Halichoeres ist eine artenreiche und sehr diverse Gattung der Junkerlippfische (Julidinae). Es gibt über 70 Arten, von denen 20 im östlichen Pazifik und im Atlantik, die übrigen in den tropischen Bereichen des Indopazifik verbreitet sind.

## Merkmale
Halichoeres-Arten werden 10 bis 25 Zentimeter lang. Sie haben einen langgestreckten, seitlich abgeflachten Körper, der von großen Cycloidschuppen bedeckt ist. Auf Nacken und Brust sind sie kleiner, der Kopf ist zum größten Teil schuppenlos. Bei einigen Arten befinden sich kleine Schuppen auf den Kiemendeckeln. Das Maul ist endständig, spitz und klein, die Zähne sind konisch und nehmen von vorne nach hinten an Größe ab. Manche Arten haben in den Oberkiefern vergrößerte Eckzähne, es kann sein das es sich dabei nur um die männlichen Tiere handelt. Das Seitenlinienorgan macht hinter der Rückenflosse einen Knick.
Die Farben der Halichoeres-Arten unterscheiden sich in Abhängigkeit zum Lebensraum. Arten aus flachen Zonen haben Farben und Zeichnungen, die sie zwischen Algen tarnen, in tieferen Regionen lebende Arten sind meist kräftiger gefärbt. Die Färbung von Jungfischen, Weibchen und Männchen ist meist unterschiedlich. Jungfische haben oft mehrere Augenflecken.

## Lebensweise
Halichoeres-Arten halten sich meist in der Nähe von Korallenriffen, immer in der Nähe von Sandböden auf. Sie bewohnen jedoch auch Seegraswiesen, mit Schwämmen oder Algen bewachsene Felsriffe, Flussmündungen und Häfen. Sie ernähren sich von kleinen Wirbellosen, wie Krebschen und Würmer. Größere Arten auch von kleinen Fischen. Die Nahrung wird meist am Bodengrund gesucht. Arten, die in Schulen leben, steigen aber auch weit ins freie Wasser auf um Zooplankton zu fressen. In der Nacht vergraben sich die Fische in den Sandboden.

## Systematik
Halichoeres ist (war) die größte Gattung der Lippfische. Schon vor 150 Jahren schlug der Ichthyologe Pieter Bleeker vor, sie in verschiedene Gattungen aufzuteilen. Der australische Unterwasserfotograf und Autor Rudie Kuiter unterteilt sie in seiner Monografie über Junker- und Zwerglippfische in Untergattungen, in seinem umfassenden „Atlas der Meeresfische“ teilt er die Gattung schließlich auf, ohne eine Beschreibung der neuen Gattungen zu liefern.
In einer phylogenetischen Studie wird die Gattung in drei große Kladen aufgeteilt: die Neue Welt-Klade enthält Arten aus dem westlichen Atlantik und dem östlichen Pazifik und entspricht Kuiters neuer Gattung Iridio, eine kleine indopazifische Klade entspricht Kuiters neuer Gattung Hemitautoga und enthält drei großwüchsige Arten. Iridio und Hemitautoga sind Schwestergruppen und zusammen die Schwestergruppe einer Klade aus Coris, Hologymnosus und weiterer Gattungen. Die übrigen Halichoeres-Arten bilden eine große indopazifische Klade zu, der auch die Gattung Macropharyngodon gehört.
- große indopazifische Klade[3]

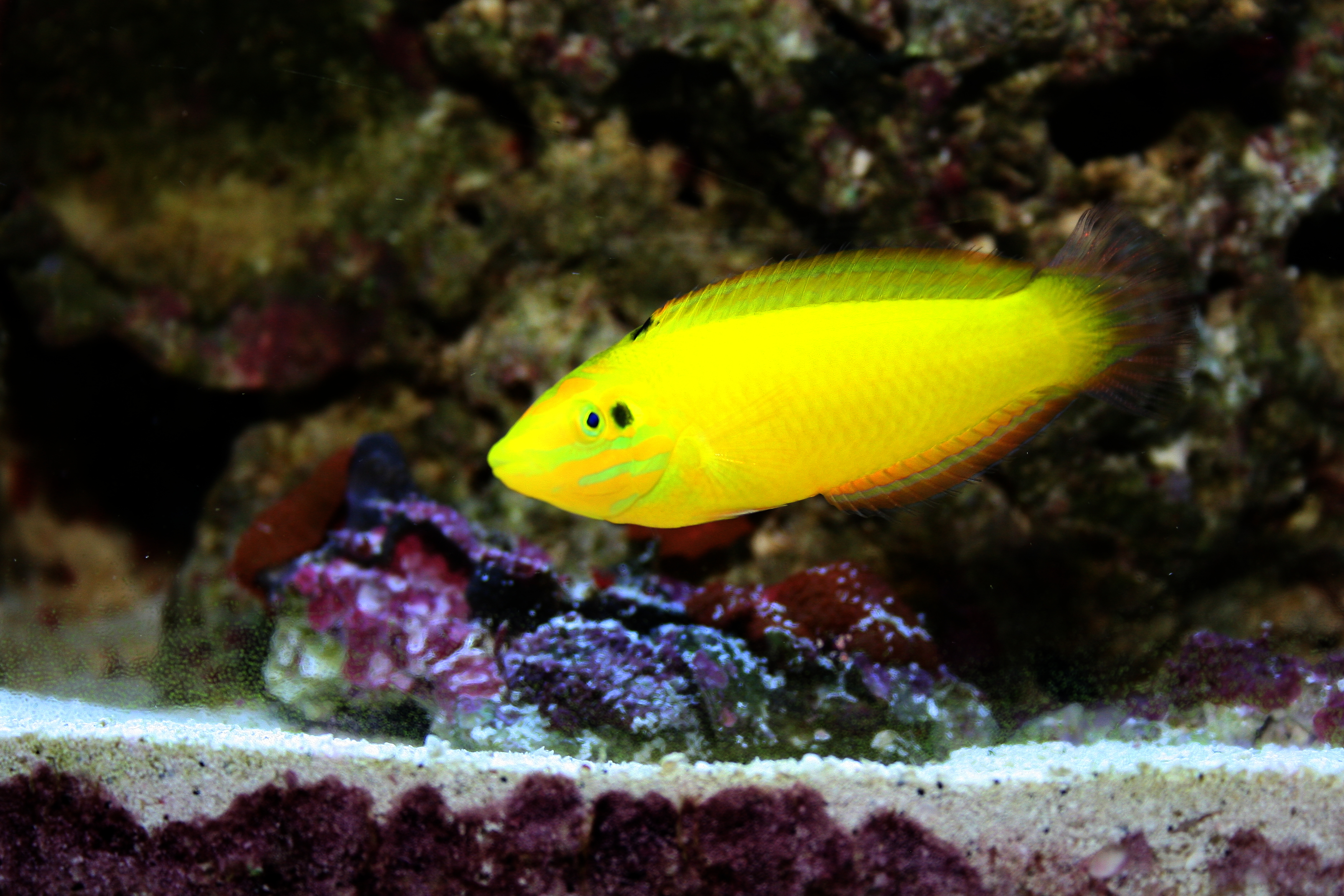
Halichoeres chrysus

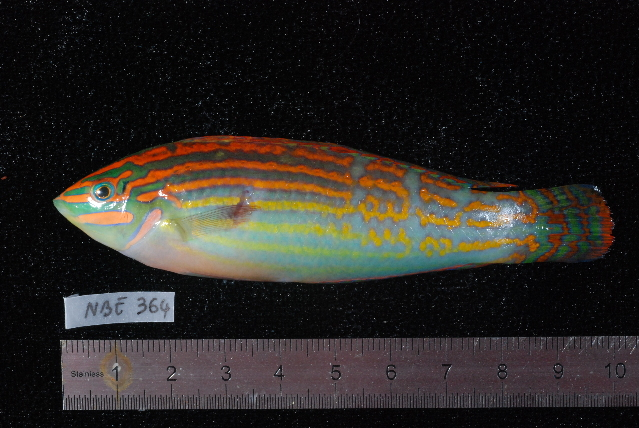
Halichoeres cosmetus

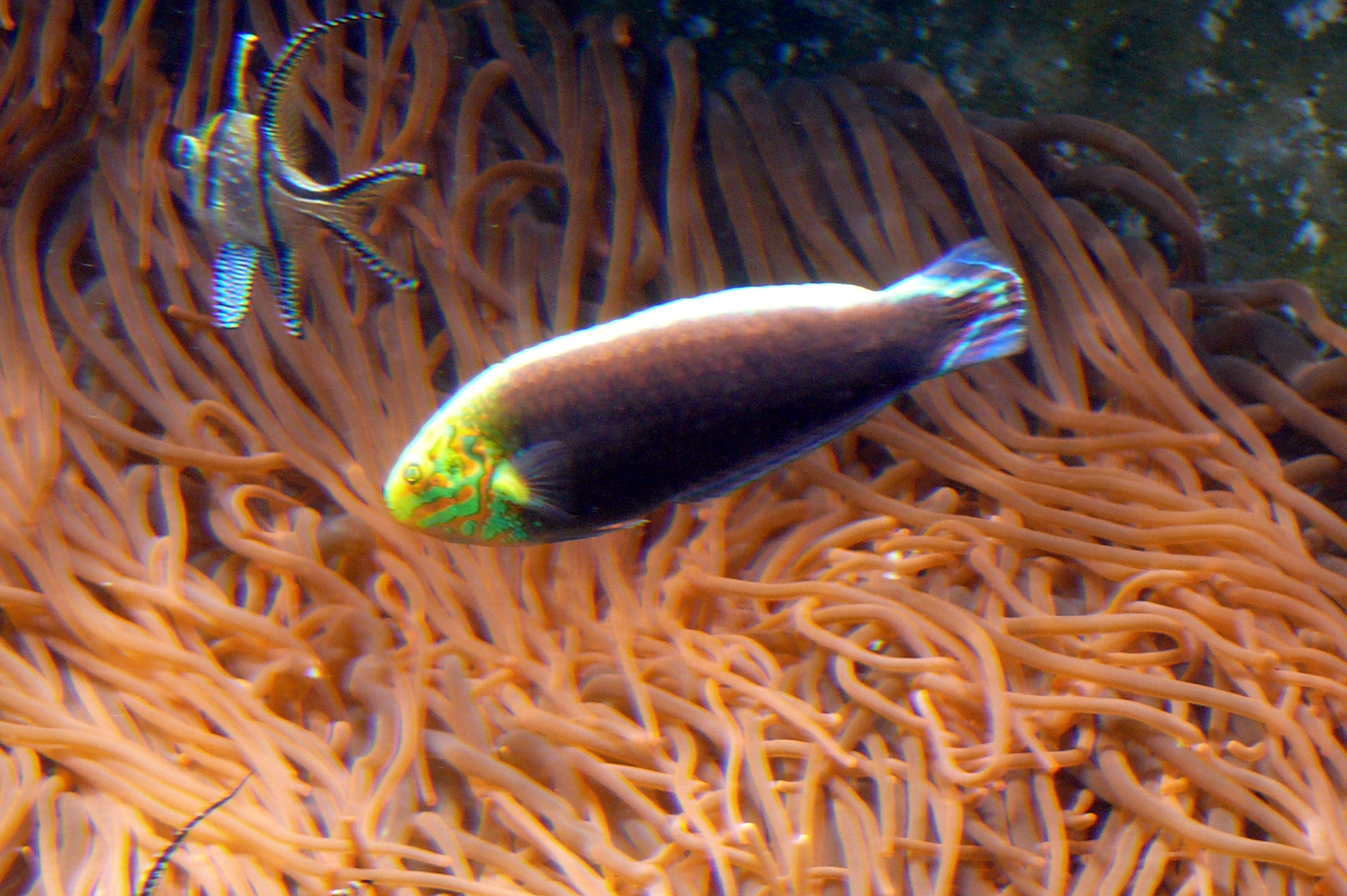
Halichoeres iridis

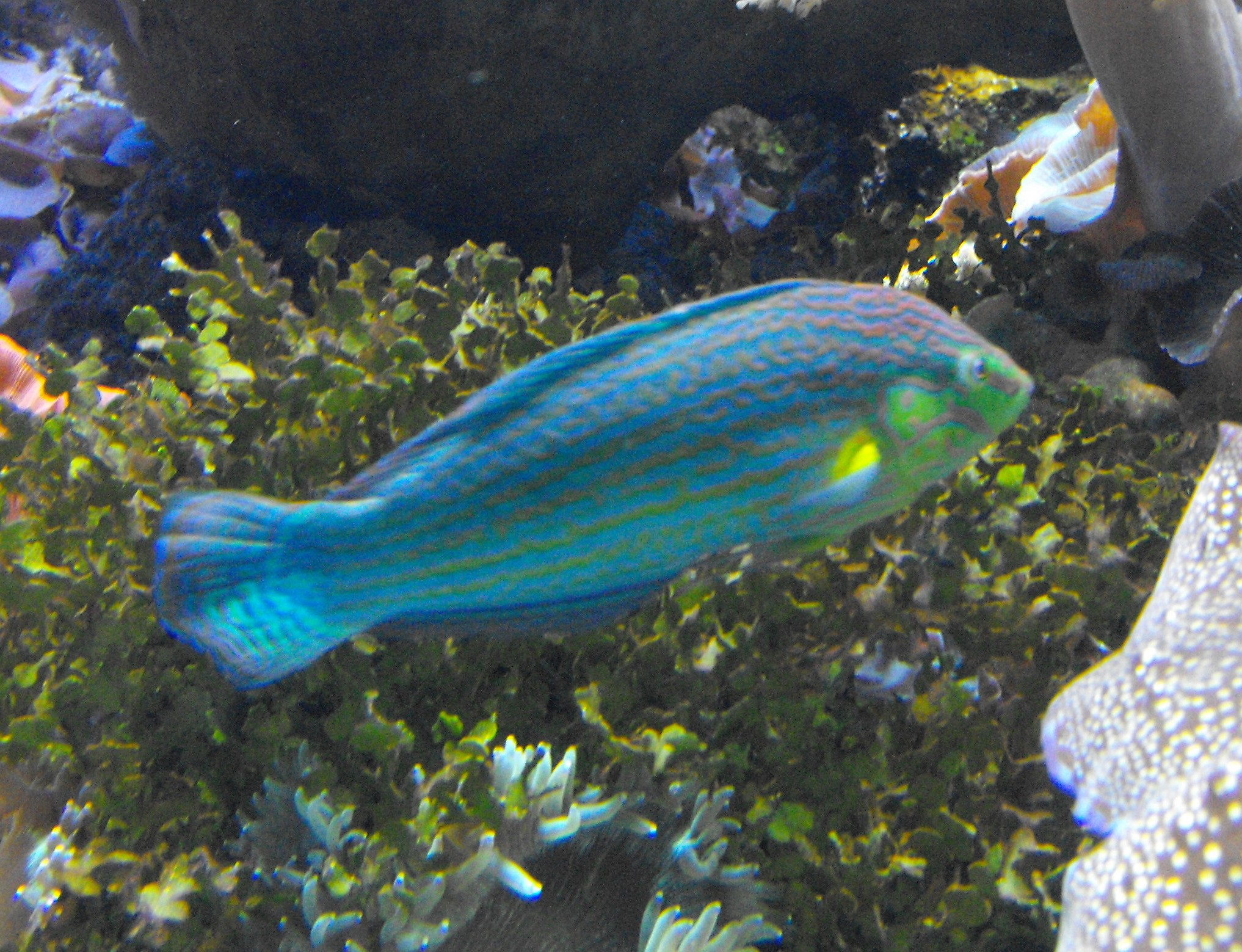
Halichoeres melanurus

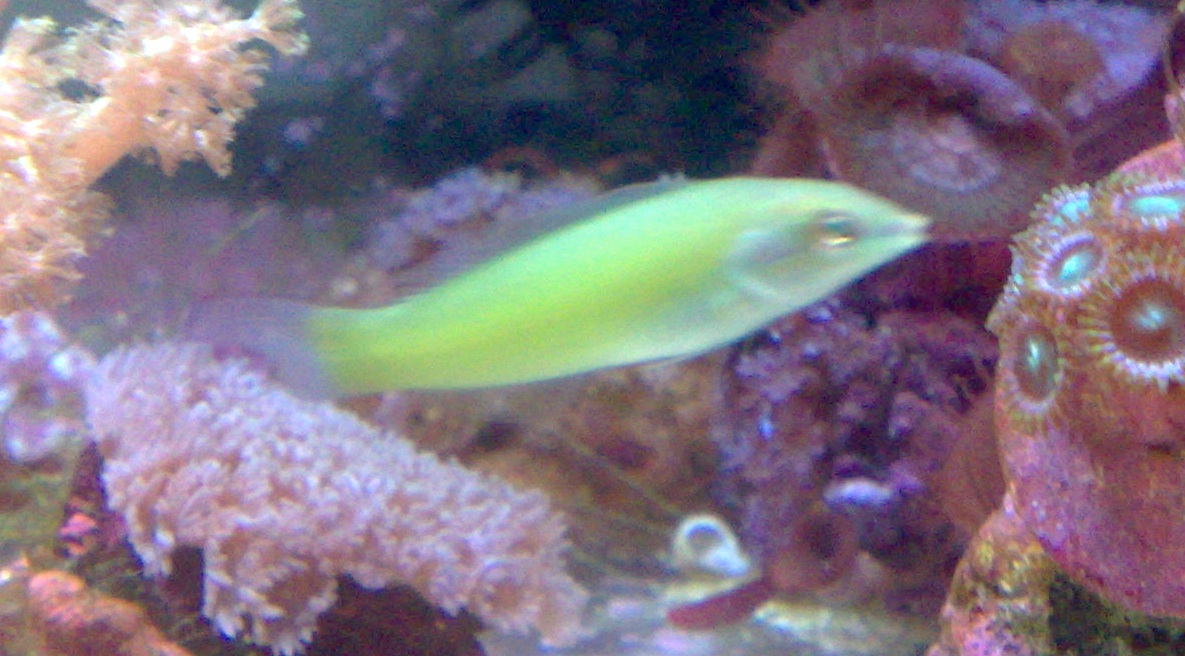
Halichoeres chloropterus

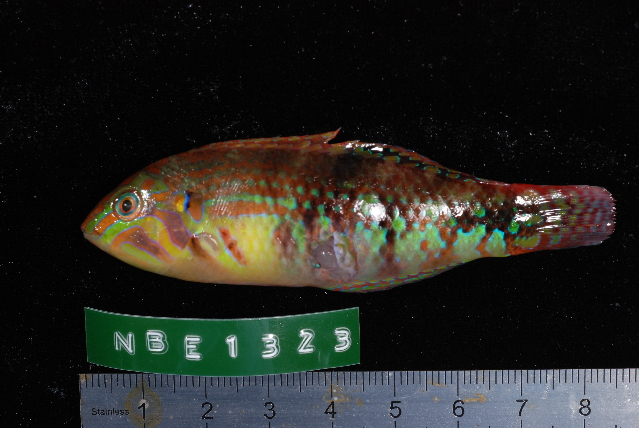
Halichoeres nebulosus

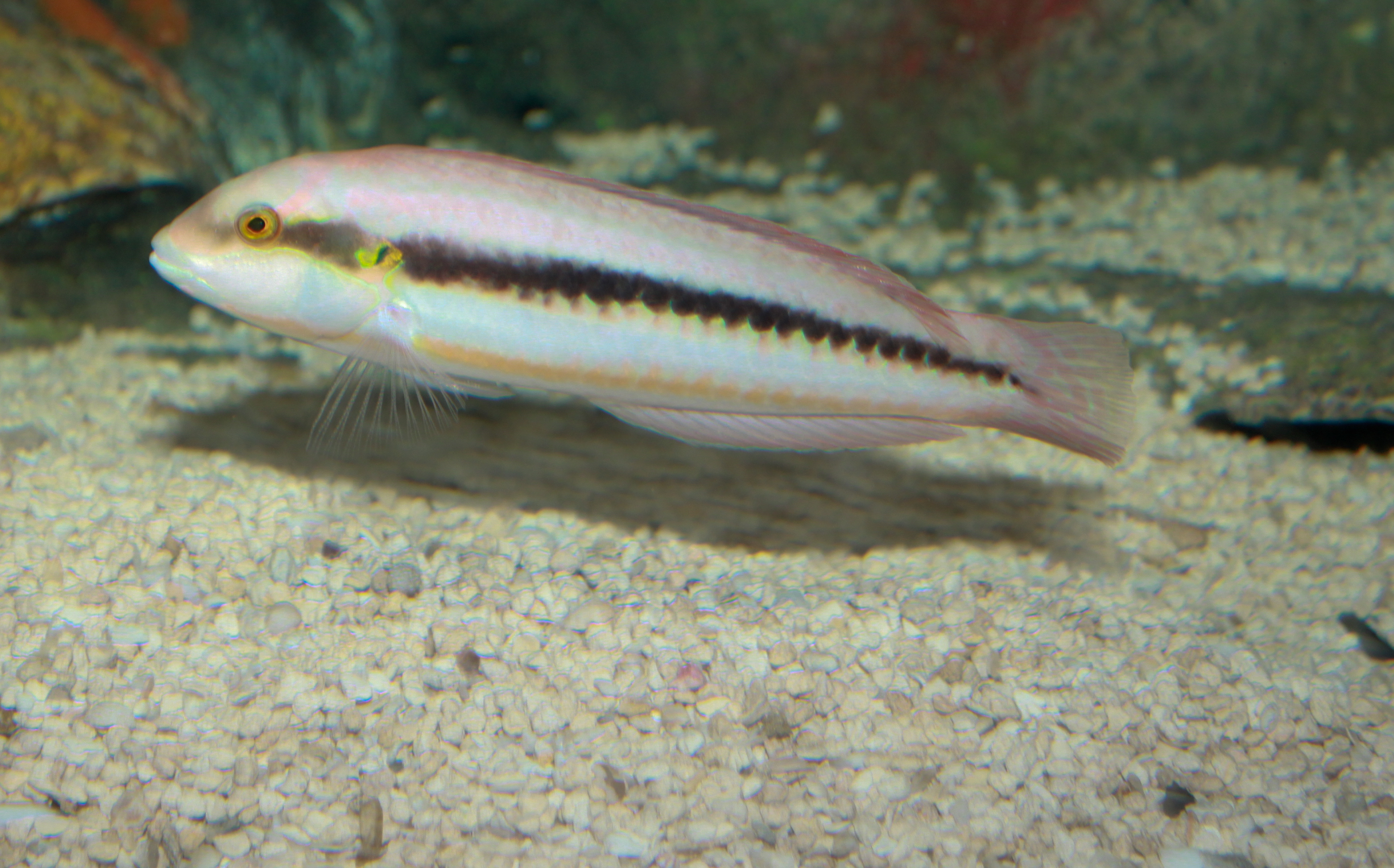
Halichoeres bivittatus

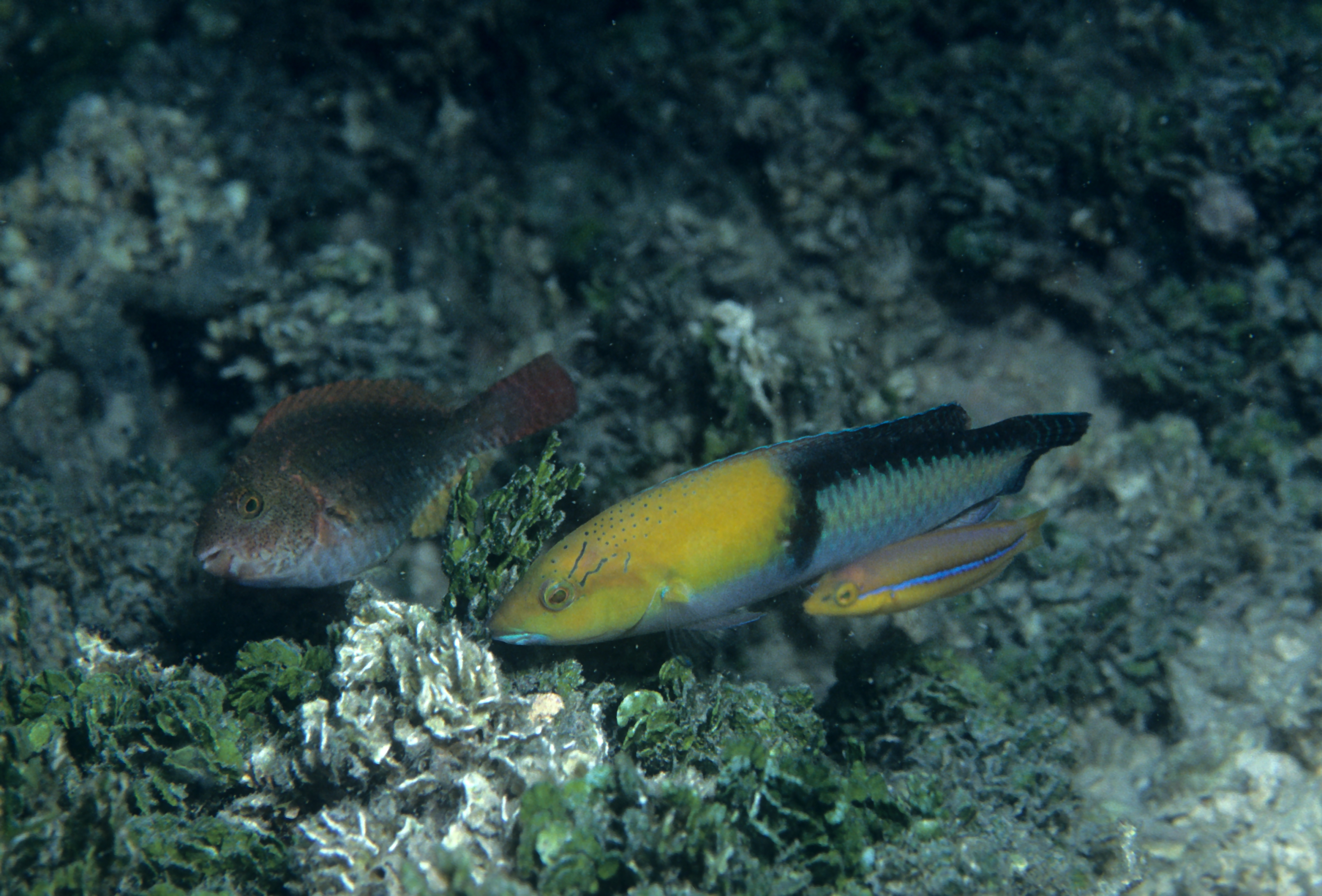
Halichoeres garnoti (Mitte)

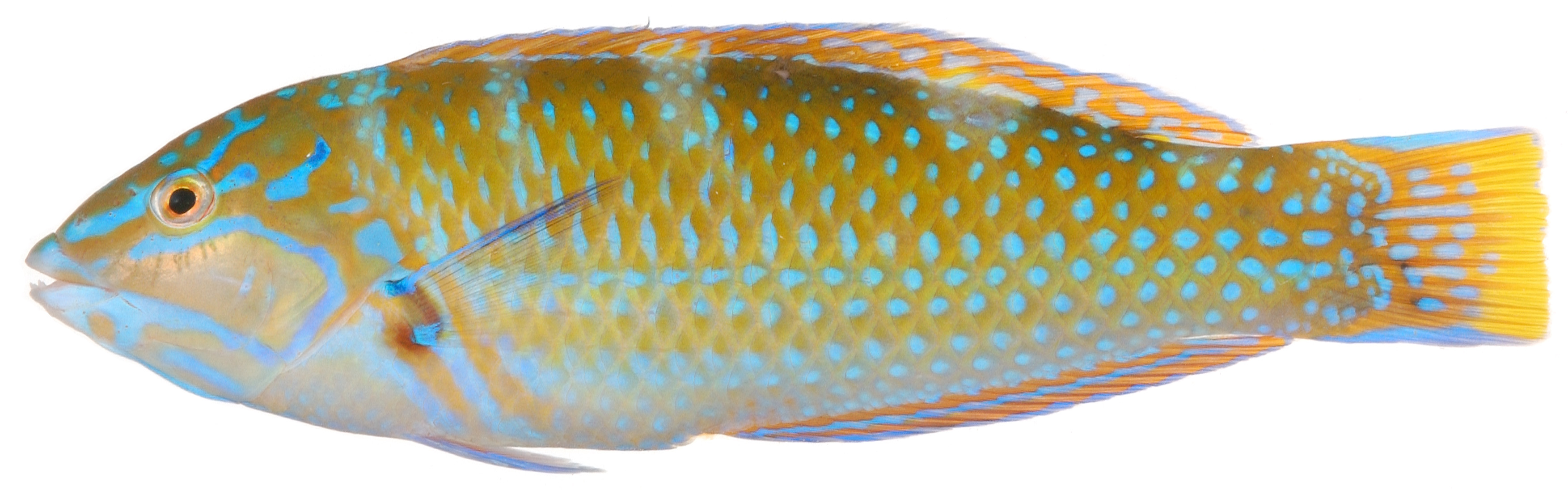
Halichoeres radiatus

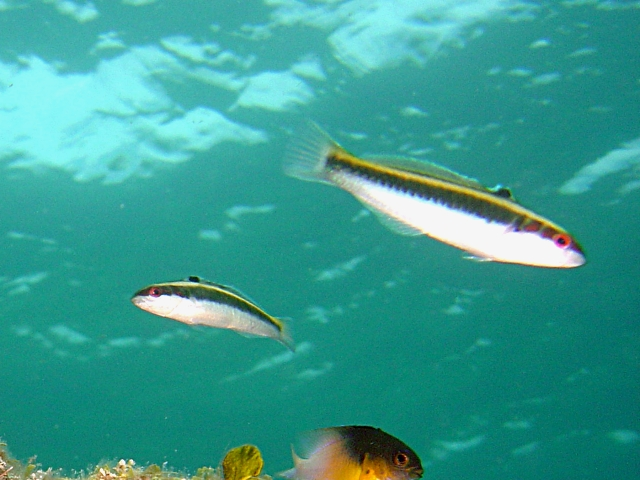
Halichoeres maculipinna

  - eigentliche Halichoeres-Arten, Untergattung Halichoeres[1]
    - Perlen Junker (Halichoeres bicolor) (Bloch & Schneider, 1801)
    - Halichoeres gurrobyi Victor, 2016
    - Hartzfelds Junker (Halichoeres hartzfeldii) (Bleeker, 1852)
    - Peliciers Junker (Halichoeres pelicieri) (Randall & Smith, 1982)
    - Sri Lanka-Junker (Halichoeres zeylonicus) (Bennett, 1833)

  - Gattung Biochoeres[2]
    - Halichoeres biocellatus (Schultz, 1960)
    - Halichoeres claudia Randall & Rocha [L. A.] 2009
    - Zitronen-Junker (Halichoeres chrysus) (Randall, 1981)
    - Halichoeres cosmetus (Randall & Smith, 1982)
    - Gelbkopf-Junker (Halichoeres iridis) (Randall & Smith, 1982)
    - Kanaren-Junker (Halichoeres leucoxanthus) (Randall & Smith, 1982)
    - Halichoeres melasmapomus (Randall, 1981)
    - Halichoeres orientalis (Randall, 1999)
    - Halichoeres ornatissimus (Garrett, 1863)
    - Rosa Junker (Halichoeres pallidus) (Kuiter & Randall, 1995)
    - Blasser Junker (Halichoeres trispilus) (Randall & Smith, 1982)

  - Gattung Corichoeres[2]
    - Halichoeres melanochir (Fowler & Bean, 1928)
    - Graukopf-Junker (Halichoeres prosopeion) (Bleeker, 1853)
    - Halichoeres signifer (Randall & Earle, 1994)
    - Solor-Junker (Halichoeres solorensis) (Bleeker, 1853)
    - Halichoeres tenuispinis (Günther, 1862)

  - Gattung Hemiulis[2]
    - Seegras-Junker (Halichoeres argus) (Bloch & Schneider, 1801)
    - Saowisata-Junker (Halichoeres binotopsis) (Bleeker, 1849)
    - Brownfields Junker (Halichoeres brownfieldi) (Whitley, 1945)
    - Grünkopf-Junker (Halichoeres chlorocephalus) (Kuiter & Randall, 1995)
    - Rotnasen-Junker (Halichoeres kallochroma) (Bleeker, 1853)
    - Blaukopf-Junker (Halichoeres leucurus) (Walbaum, 1792)
    - Halichoeres marginatus (Rüppell, 1835)
    - Hoebens Junker (Halichoeres melanurus) (Bleeker, 1851)
    - Weißfleck-Junker (Halichoeres nigrescens) (Bloch & Schneider, 1801)
    - Halichoeres papilionaceus (Valenciennes, 1839)
    - Richmonds Junker (Halichoeres richmondi) (Fowler & Bean, 1928)
    - Rotkopf-Junker (Halichoeres rubricephalus) (Kuiter & Randall, 1995)
    - Timor-Junker (Halichoeres timorensis) (Bleeker, 1852)

  - Gattung Hemichoris[2]
    - Grüner Junker (Halichoeres chloropterus) (Bloch, 1791)
    - Weißkehl-Junker (Halichoeres podostigma) (Bleeker, 1854)

  - Gattung Octocyodon[2]
    - Halichoeres margaritaceus (Valenciennes, 1839)
    - Halichoeres miniatus (Valenciennes, 1839)
    - Halichoeres nebulosus (Valenciennes, 1839)
- kleine indopazifische Klade[3], Untergattung Hemitautoga[1], Gattung Hemitautoga[2]
  - Schachbrett-Junker (Halichoeres hortulanus) (Lacépède, 1801)
  - Zickzack-Junker (Halichoeres scapularis) (Bennett, 1832)
  - Dreifleck-Junker (Halichoeres trimaculatus) (Quoy & Gaimard, 1834)
- Neue Welt-Klade[3], Gattung Iridio[2]
  - Halichoeres adustus (Gilbert, 1890)
  - Halichoeres bathyphilus (Beebe & Tee-Van, 1932)
  - Halichoeres bivittatus (Bloch, 1791)
  - Halichoeres brasiliensis (Bloch, 1791)
  - Halichoeres caudalis (Poey, 1860)
  - Halichoeres chierchiae (Di Caporiacco, 1948)
  - Halichoeres cyanocephalus (Bloch, 1791)
  - Halichoeres dimidiatus (Agassiz, 1831)
  - Halichoeres dispilus (Günther, 1864)
  - Halichoeres discolor (Bussing, 1983)
  - Halichoeres garnoti (Valenciennes, 1839)
  - Halichoeres insularis (Allen & Robertson, 1992)
  - Halichoeres malpelo (Allen & Robertson, 1992)
  - Halichoeres melanotis (Gilbert, 1890)
  - Halichoeres nicholsi (Jordan & Gilbert, 1882)
  - Halichoeres notospilus (Günther, 1864)
  - Halichoeres penrosei (Starks, 1913)
  - Halichoeres pictus (Poey, 1860)
  - Halichoeres poeyi (Steindachner, 1867)
  - Halichoeres radiatus (Linnaeus, 1758)
  - Halichoeres salmofasciatus (Allen & Robertson, 2002)
  - Halichoeres sanchezi Victor, Frable, Ludt, 2024
  - Halichoeres semicinctus (Ayres, 1859)
  - Halichoeres socialis (Randall & Lobel, 2003)
- incertae sedis
  - Halichoeres aestuaricola (Bussing, 1972)
  - Halichoeres bleekeri (Steindachner & Döderlein, 1887)
  - Halichoeres burekae (Weaver & Rocha, 2007)
  - Halichoeres girardi (Bleeker, 1859)
  - Halichoeres lapillus (Smith, 1947)
  - Halichoeres leptotaenia (Randall & Earle, 1994)
  - Halichoeres maculipinna (Müller & Troschel, 1848), Schwestergruppe zu Thalassoma[3]
  - Halichoeres melas (Randall & Earle, 1994)
  - Halichoeres pardaleocephalus (Bleeker, 1849)
  - Halichoeres purpurescens (Bloch & Schneider, 1801)
  - Halichoeres raisneri (Baldwin & McCosker, 2001)
  - Halichoeres stigmaticus (Randall & Smith, 1982)
  - Halichoeres vrolikii (Bleeker, 1855)